# Estación de Campillo
Campillo es una estación ferroviaria situada en el municipio español de El Campillo en la provincia de Valladolid, comunidad autónoma de Castilla y León. Cuenta con servicios de Media Distancia operados por Renfe.

## Situación ferroviaria
La estación se encuentra en el punto kilométrico 11,968 de la línea férrea de ancho ibérico que une Medina del Campo con la frontera portuguesa, en su sección entre Medina del Campo y Salamanca, entre las estaciones de Medina del Campo y de El Carpio.

## Historia
La estación fue abierta al tráfico el 19 de abril de 1875 con la apertura del tramo Medina del Campo-Cantalapiedra de la línea que pretendía unir Medina del Campo con Salamanca. Su construcción fue obra de la Compañía del Ferrocarril de Medina del Campo a Salamanca. En 1928, la estación pasó a depender de la Compañía Nacional de los Ferrocarriles del Oeste de España. Dicha situación se mantuvo hasta que en 1941 Oeste se integró en la recién creada RENFE. Desde el 31 de diciembre de 2004 Renfe Operadora explota la línea mientras que Adif es la titular de las instalaciones ferroviarias.

## La estación
Se encuentra al norte del municipio. El edificio para viajeros es una amplia construcción de planta rectangular y tres alturas que recubre un tejado en pico de dos vertientes. Cuenta con dos andenes, uno lateral y otro central, al que acceden tres vías. Una cuarta vía muere en uno de los laterales del recinto cerca de un antiguo muelle de carga. 

## Servicios ferroviarios

### Media Distancia
Los trenes de Media Distancia que unen Valladolid con Salamanca tienen parada en la estación. La frecuencia mínima es de un tren diario en ambos sentidos. 
| Línea MD | Servicio        | Origen/Destino | Paradas intermedias | Destino/Origen          |
| -------- | --------------- | -------------- | --- | ----------------------- |
| 19       | MD              | Palencia       | Venta de Baños · Dueñas · Valladolid-Universidad · Valladolid-Campo Grande · Medina del Campo · Campillo · El Carpio · Fresno el Viejo · Cantalapiedra · El Pedroso de la Armuña · Gomecello · Salamanca | Salamanca-La Alamedilla |
| 19       | Regional Exprés | Salamanca      | Gomecello · Pitiegua · El Pedroso de la Armuña · Cantalapiedra · Fresno el Viejo · El Carpio · Campillo · Medina del Campo · Pozaldez · Matapozuelos · Valdestillas · Viana de Cega                      | Valladolid-Campo Grande |